# 백자총통
백차총통은 '백자총' 이라고도 하며, 대, 중, 소 백자총통이 있고, 크기는 길이 90cm 구경 2.8cm 정도이다. 화차 등에 탑재하여 사격하기도 하고, 수성전에서 성을 기어오르는 병사에게 산탄을 넣고 발사하면 큰 위력을 발휘한다.